# Tyrosinkináza

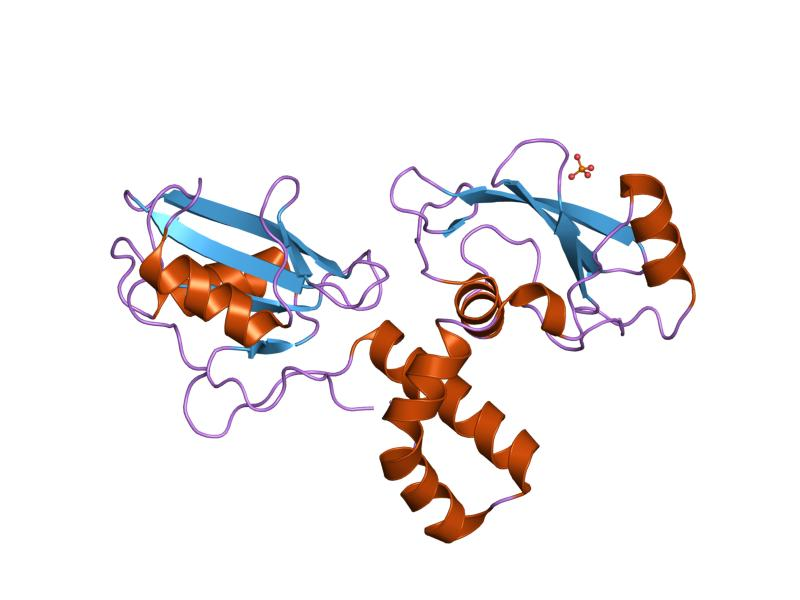
Tyrozinkináza zap-70 – příklad z mnoha možných

Tyrozinkináza je enzym ze skupiny proteinkináz, který katalyzuje přenos fosfátové skupiny (fosforylace) z nukleosidtrifosfátů (většinou ATP) na aminokyselinu tyrozin v proteinech. Přenos fosfátu na jeden či více aminokyselinových zbytků způsobí konformační změny ovlivňující funkci proteinu. Fosforylace je nejčastější posttranslační modifikací proteinů a má důležitou funkci v regulaci mnoha buněčných signálních drah. Tyrozinkinázy mohou být membránově vázané (tzv. tyrozinkinázové receptory; RTKs) nebo volně v cytoplazmě (tzv. nereceptorové tyrozinkinázy; nRTKs).

## Funkce
Fosforylace tyrozinových zbytků prostřednictvím tyrozinkináz vede ke konformačním změnám cílového proteinu, které mohou mít za následek změnu katalytické aktivity fosforylovaného enzymu, změnu jeho lokalizace v buňce, či může umožnit interakce s dalšími proteiny.  Tyrozinkinázy jsou zapojeny v signálních drahách, ve kterých jsou extracelulární signály přenášeny přes plazmatickou membránu buňky a přes další proteiny mohou vést do jádra, kde aktivací či inhibicí transkripčních faktorů ovlivňují expresi cílových genů.  Takto se tyrozinkinázy podílejí na řízení buněčného cyklu, buněčného růstu, dělení a diferenciaci. Mutace v genech kódujících tyrozinkinázy mohou vést ke konstitutivní aktivitě těchto enzymů, což může mít za následek nádorovou transformaci takto poškozené buňky. Receptorové tyrozinkinázy zprostředkovávají přenos signálů přes plazmatickou membránu buňky a nereceptorové tyrozinkinázy vykonávají své funkce v cytoplazmě a vedou signály uvnitř buňky až do jádra.  Některé tyrozinkinázy, např. Lyn z rodiny Src kináz, se však nacházejí i v jádře buňky, kde se podílejí na regulaci buněčného cyklu. 
Tyrozinkinázy hrají také důležitou roli při přenosu regulačních signálů a přenosu mechanické síly působící na buňku. Fokální adheze jsou makromolekulární struktury, které zajišťují přenos mechanické síly a regulačních signálů.  Pomocí fluorescenčního značení bylo zjištěno, že právě v těchto buněčných spojích, umožňujících vazbu buněk na extracelulární matrix, je lokalizována tyrozinkináza Fak (focal adhesion kinase) účastnící se zde příslušných signalizačních drah. 

## Rodiny
V lidském genomu je kódováno více než 2000 proteinkináz a více než 90 z nich patří do rodiny tyrozinkináz. Tyrozinkinázy můžeme rozdělit do dvou hlavních rodin: receptorové tyrozinkinázy (receptor tyrosine kinases; RTKs) a nereceptorové tyrozinkinázy (non-receptor tyrosine kinases; nRTKs).
Receptorové tyrozinkinázy
V současné době známe 58 lidských receptorových tyrozinkináz, které jsou rozděleny do 20 podrodin. RTKs se skládají z extracelulární domény vázající specifický ligand, transmembránové domény a intracelulární katalytické domény, která je schopna vázat a fosforylovat příslušné substráty. Po navázání ligandu na extracelulární část dochází ke konformačním změnám receptoru, které vedou k jeho enzymatické aktivaci. Na intracelulární katalytické doméně umožní tyto konformační změny vazbu ATP a substrátu na aktivní místo enzymu. Takto je spuštěna kaskáda dějů, která prostřednictvím několika proteinů vede extracelulární signál do jádra buňky, kde dochází ke změně urovně exprese cílových genů. Receptorové tyrozinkinázy jsou jedny z mnoha enzymů, jejichž mutace může hrát roli v onkogenezi. Abnormální úroveň exprese genů kódujících tyto enzymy, chromozomové translokace či mutace genu mohou způsobit vyšší enzymovou aktivitu vedoucí k neregovatelnému růstu takto poškozených buněk. 
Nereceptorové tyrozinkinázy
Zatím bylo v lidském genomu objeveno 32 genů kódujících enzymy patřící do rodiny nereceptorových tyrozinkináz. Na rozdíl od receptorových tyrozinkináz (RTKs), nRTKs jsou lokalizovány v cytoplazmě buňky. Podílejí se zde na regulaci buněčného růstu, proliferace, diferenciace, adheze, migrace a také na regulaci imunitního systému. Mutace genů kódujících nRTKs mohou, stejně jako u RTKs, způsobit nádorovou transformaci takto poškozené buňky. Inhibice tyrozinkináz je nyní předmětem mnoha studií zaměřujících se na protinádorovou léčbu.